# 野間赳
野間 赳（のま たけし、1934年4月3日 - 2023年3月11日）は、日本の政治家。自由民主党所属の元参議院議員（2期）。第1次小泉内閣において、農林水産副大臣を歴任。

## 来歴
愛媛県今治市出身。愛媛県立今治西高等学校を経て、1957年明治大学政経学部政治学科を卒業。
1972年に愛媛県議会議員に初当選（連続6期）。
1990年に愛媛県議会議長に就いた後、1992年に第16回参議院議員通常選挙に愛媛県選挙区より立候補し当選。1998年第18回参議院議員通常選挙においても連続当選を果たす。2004年、政界から引退した。
2005年、旭日重光章受章。
2023年3月11日、老衰のため、死去した。88歳没。死没日付をもって正四位に叙された。

## 略歴
- 1972年 愛媛県議会議員当選（連続6期）
- 1990年 愛媛県議会議長
- 1992年 参議院議員当選（第16回通常選挙）
- 1996年 農林水産政務次官（第1次橋本内閣、小平忠正と共に）
- 1998年 参議院議員当選（第18回通常選挙）
- 1999年 自由民主党国会対策委員会副委員長
- 2000年 自民党法務部会長
- 2000年 自民党副幹事長
- 2001年 農林水産副大臣（第1次小泉内閣、遠藤武彦と共に）

## その他
- 家族： 妻、3男1女
- 趣味： 読書、絵画鑑賞、ゴルフ